# Emmanuel Cocher

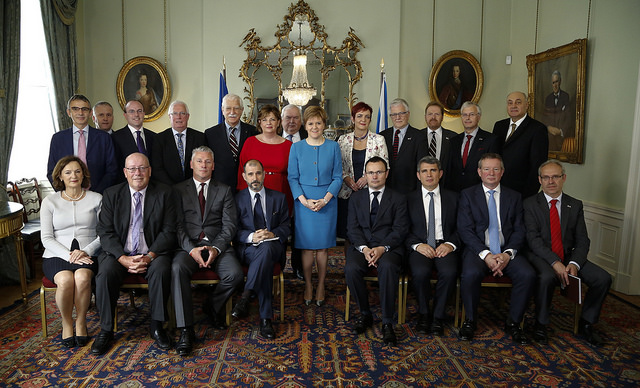
Cocher (sitzend, 4. v.r.) bei einem Treffen der europäischen General- und Honorarkonsuln mit First Minister Sturgeon, Edinburgh 2017

Emmanuel Cocher (* 14. April 1969 in Versailles; † 6. Mai 2022) war ein französischer Diplomat und seit dem 31. Oktober 2020 bis zu seinem Tod außerordentlicher und bevollmächtigter Botschafter seines Landes in Paraguay.

## Ausbildung
Cocher legte seine Abiturprüfung (baccalauréat) im mathematisch-naturwissenschaftlichen Zweig des Gymnasiums (lycée) Henri IV in Paris im Jahr 1990 ab. Anschließend studierte er bis 1994 am École normale supérieure. Er legte Prüfungen in Geschichte (internationale Beziehungen der Gegenwart; 1991) und Englisch (sprachliche Anwendung englischer Didaktik, 1992) ab; 1993 war er Preisträger am Institut für politische Studien (Abteilung für den öffentlichen Dienst). 1991 führte ihn ein Praktikum in die Kulturabteilung der französischen Botschaft New Delhi, Indien. Cocher war parallel zum Studium 1991 und 1992 auch als Lektor für Französisch am King’s College London und Assistent im dortigen Institut français tätig.
Von 2001 bis 2004 absolvierte Cocher am École nationale d’administration ein Léopold Sédar Senghor Promotionsstudium in auswärtigen Angelegenheiten.
Anschließend nahm er am 58. Lehrgang des Institut des hautes études de défense nationale teil (2005/2006).

## Diplomatischer Dienst
Die erste Aufgaben im Außenministerium nahm Cocher 1994 in der Unterabteilung für Außenbeziehungen der Europäischen Union wahr. Von 1995 bis 2000 war er in der Unterabteilung für Abrüstung und nukleare Non-Proliferation tätig.
Darauf folgend absolvierte er Hospitationen in der Präfektur des Département Pas-de-Calais in Arras (Migrationsfragen) und im britischen Außenministerium (Konsularabteilung). Von 2004 bis 2009 leitete Cocher ein Projekt zur Modernisierung des Personalwesens im Außenministerium.
In den folgenden vier Jahren war er Unterabteilungsleiter in der für die Vereinten Nationen und andere internationale Organisationen zuständigen Arbeitseinheit. Im Jahr 2013 wechselte er als stellvertretender Leiter in den Stab für strategische Angelegenheiten, Sicherheitspolitik und Abrüstung. Dort oblag ihm die interministerielle Abstimmung der Weisungen an die französischen Delegationen bei der NATO, der EU (in Sicherheitsfragen) und bei der OSZE; er fungierte gleichzeitig als Vorsitzender des interministeriellen Ausschusses für Fragen der dual-use Güter.
Seine erste Auslandsverwendung führte Cocher im Jahr 2015 als Generalkonsul nach Edinburgh, wo er gleichzeitig mit der Leitung des Institut francais beauftragt war. Während seiner bis 2019 dauernden Amtszeit gelang es Cocher, die Büroräume des Generalkonsulats und die Räumlichkeiten des Institut francais in einem angemieteten repräsentativen Gebäude an der Royal Mile im Herzen Edinburghs zusammenzuführen.
Nach einer kurzen Zwischenverwendung in Paris, wiederum in der Abteilung für Sicherheit und Abrüstung, wurde Cocher am 31. Oktober 2020 zum Botschafter seines Landes in Paraguay ernannt. Er verstarb am 6. Mai 2022.

## Auszeichnungen
- Ritter des französischen Verdienstordens (ordre national du Mérite)
- nationale Verteidigungsmedaille (Médaille de la Défense nationale) in Bronze
- Medaille für freiwilligen Militärdienst (Médaille des services militaires volontaires) in Silber[2]

## Interessen
Cocher diente in den Jahren 1994 und 1995 in der Marine als Sprachlehrer für Englisch am École navale und am École d'application des officiers de marine. Er hatte den Rang eines Korvettenkapitäns der Reserve.
Er gründete den Ableger der Gewerkschaft Confédération Française des Travailleurs Chrétiens im französischen Außenministerium (CFTC-MAE) sowie den Freundeskreis der Absolventen des École normale supérieure im französischen auswärtigen Dienst (l’amicale des normaliens diplomates).
Cocher war Mitglied (fellow) der Royal Society for the encouragement of Arts, Manufactures and Commerce.